# Vladimir Egorov
Vladimir Egorov –en macedonio, Владимир Егоров– (27 de junio de 1995) es un deportista macedonio que compite en lucha libre. Ganó dos medallas en el Campeonato Europeo de Lucha, oro en 2022 y bronce en 2019, en la categoría de 57 kg.

## Palmarés internacional
| Campeonato Europeo | Campeonato Europeo | Campeonato Europeo | Campeonato Europeo |
| Año                | Lugar              | Medalla            | Categoría          |
| ------------------ | ------------------ | ------------------ | ------------------ |
| 2019               | Bucarest (Rumania) | Medalla de bronce  | 57 kg              |
| 2022               | Budapest (Hungría) | Medalla de oro     | 57 kg              |